# Diadumen
El Diadumen és una estàtua dissenyada per Policlet al segle v aC. L'estàtua original va ser realitzada en metall, segurament en bronze, però ara com ara solament es conserven còpies de pedra calcària i marbre.
Representa un jove atleta grec cenyint al seu cap la diadema de la victòria, d'on procedeix el nom διαδούμενος / diadoumenos, «el que cenyeix i descenyeix», que deriva del terme grec διαδέω / diadeo, «cenyidor o ben cenyit». Encara està nu després de la competició i eleva els braços per lligar-se la diadema, una banda en forma de cinta que identifica al guanyador i que a l'obra original a la ratlla de l'any 420 aC, estaria representada per una cinta llaurada. En els temps hel·lenístics la diadema es va convertir a un símbol del poble i de les corts de l'imperi; al Diadumen de Policlet, tanmateix, l'acció no és fins i tot simplement un vencedor que es lliga la banda al cap si no la divinitat que representa l'atleta jove i robust.

## Estil

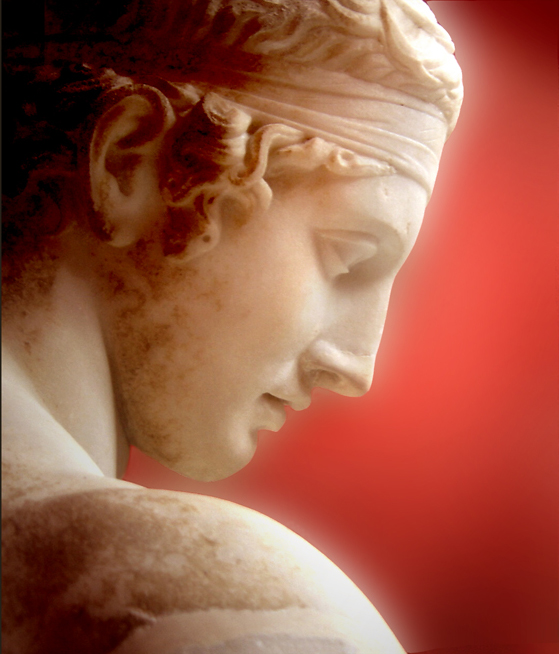
Detall

La figura és a en peus, a contrapposto amb el seu pes sobre la cama dreta. L'exemplar de l'estàtua conservat al Museu Arqueològic Nacional d'Atenes té el seu genoll fracturat. Mostra porus pels que més d'una vegada es va filtrar aigua, i que va fracturar la pedra calcària, el que va requerir diverses reconstruccions. Té el seu cap inclinat lleugerament a la dreta, contingut, com aparentment perdut a la vida divina.
El Diadumen, junt al Dorífor són les escultures més famoses de Policlet, formant tres models bàsics per a l'escultura de la Grècia Antiga que representen totes dues a joves idealitzats d'una manera convincentment naturalista. L'estàtua il·lustra els principis enunciats per Policlet al seu cànon: l'alçada total equivalia a set vegades l'altura del cap, que és la longitud del peu recolzat.
El Diadumen és una obra emblemàtica del classicisme genuí; l'escultura presenta un equilibri i dinamisme, gràcies a una hàbil conjunció de la torsió de l'esquena i els malucs.

## Còpies romanes
L'original del Diadumen (realitzat presumiblement en bronze mitjançant la tècnica de fosa) no es conserva i va haver de perdre's en data primerenca. La còpia més coneguda es conserva a l'Arqueològic d'Atenes. Hi ha d'altres, com la del Museu Britànic de Londres, el Metropolitan Museum of Art de Nova York i el Museu del Prado. Aquesta darrera, una de les millors, està una mica desvirtuada perquè al segle xvii li va ser implantat un braç de forma equivocada.

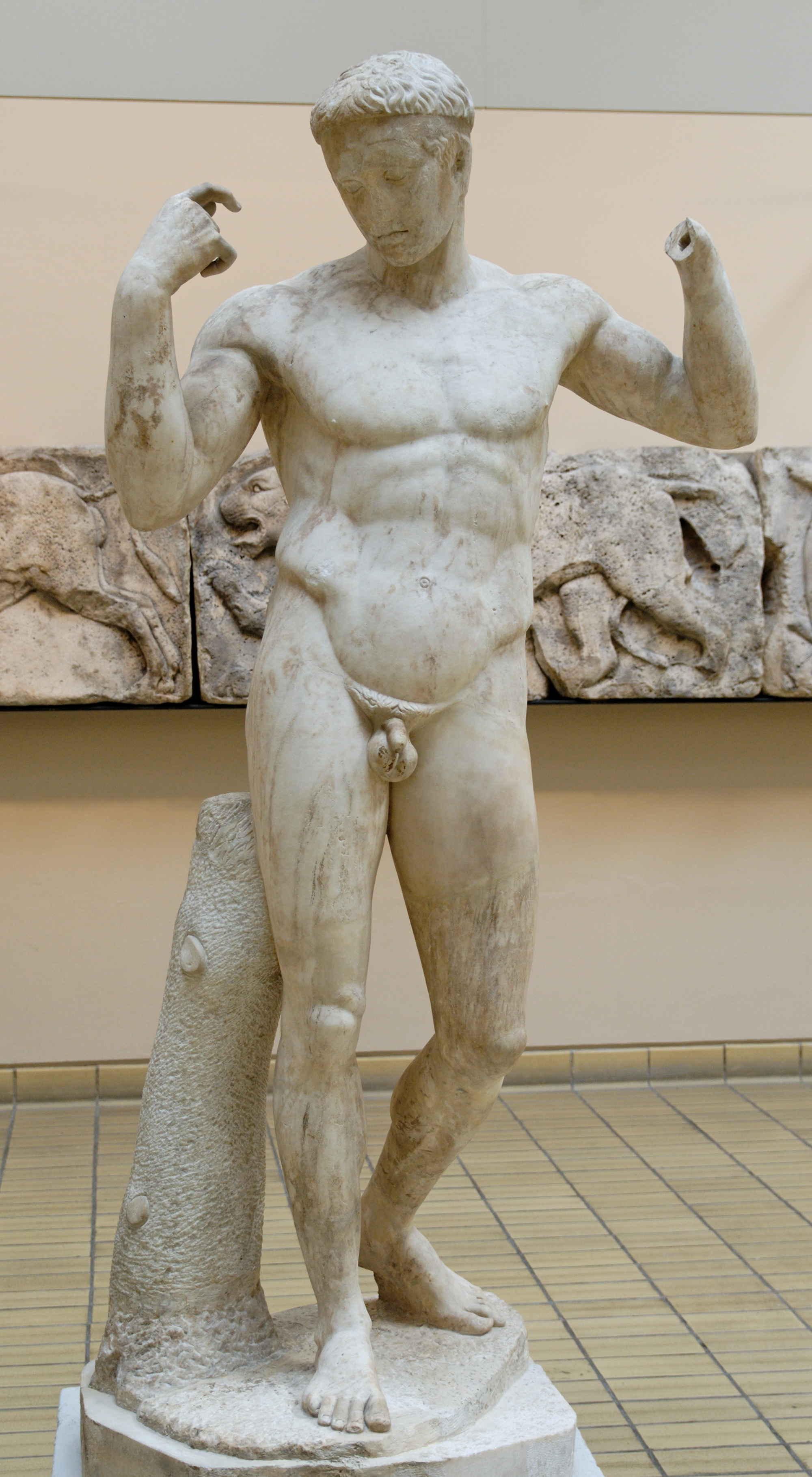
Diadumen Vaison al Museu Britànic de Londres
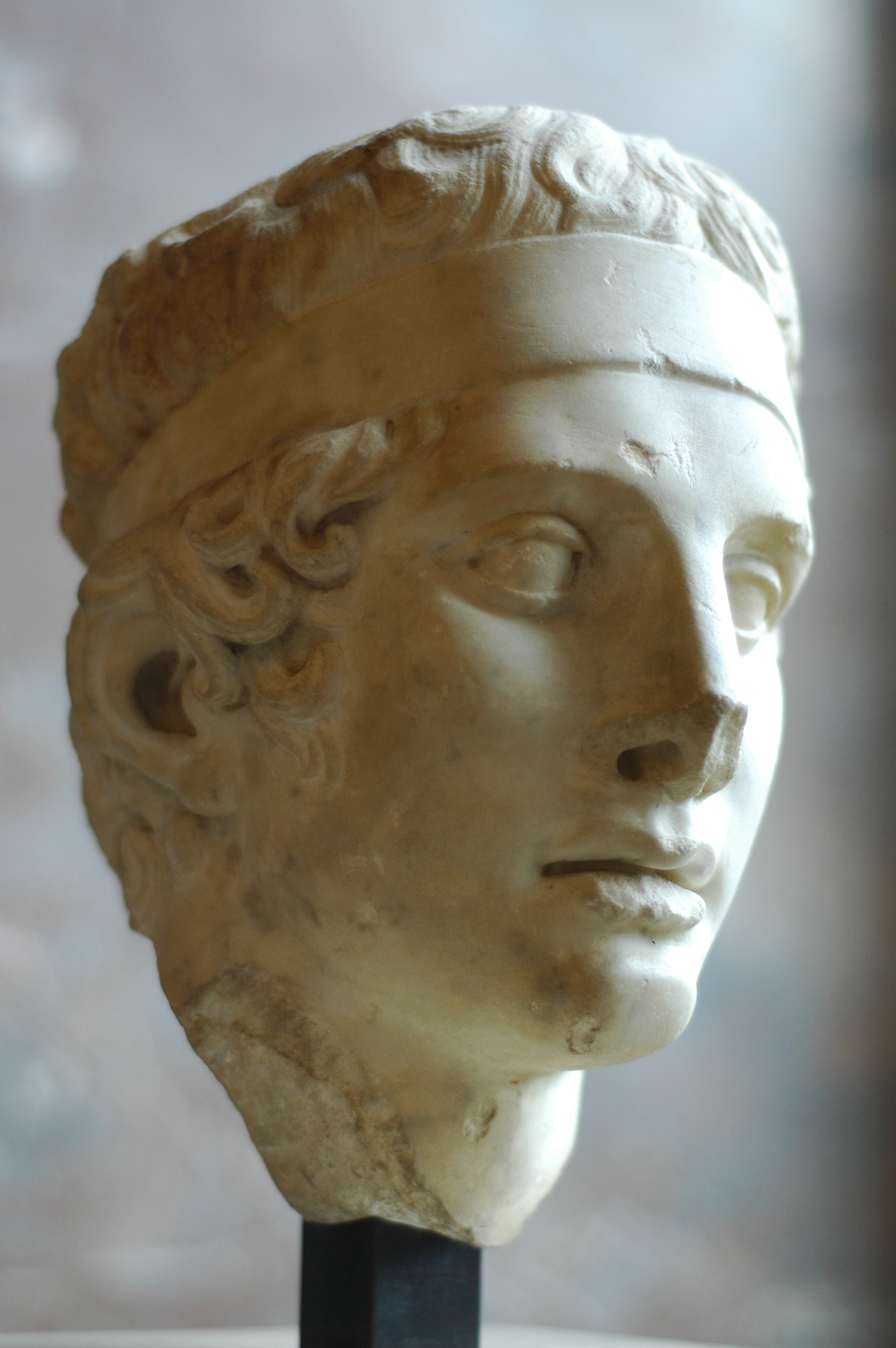
Cap de Diadumen al Museu del Louvre de París
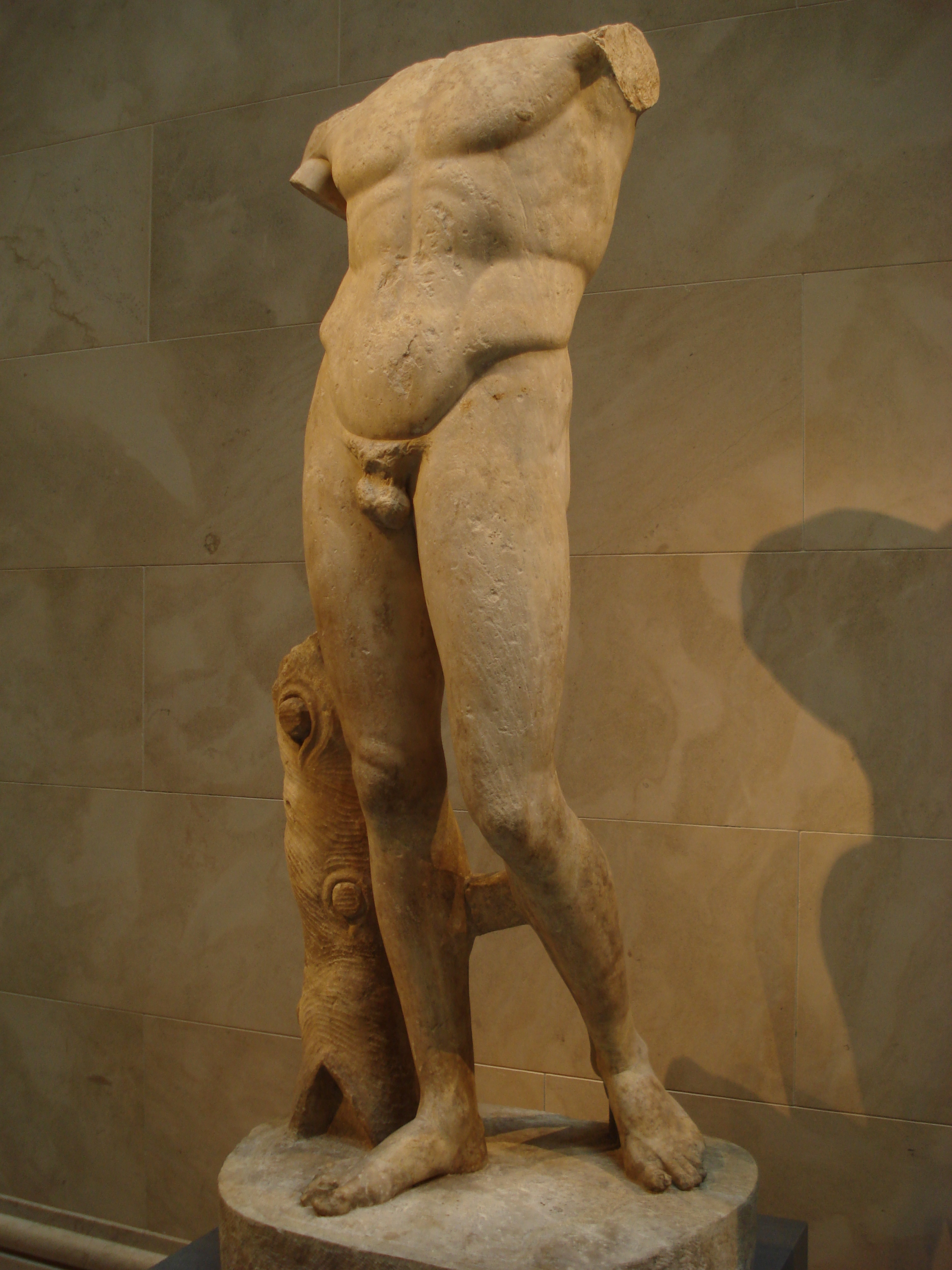
Diodumen al Metropolitan Museum of Art de Nova York
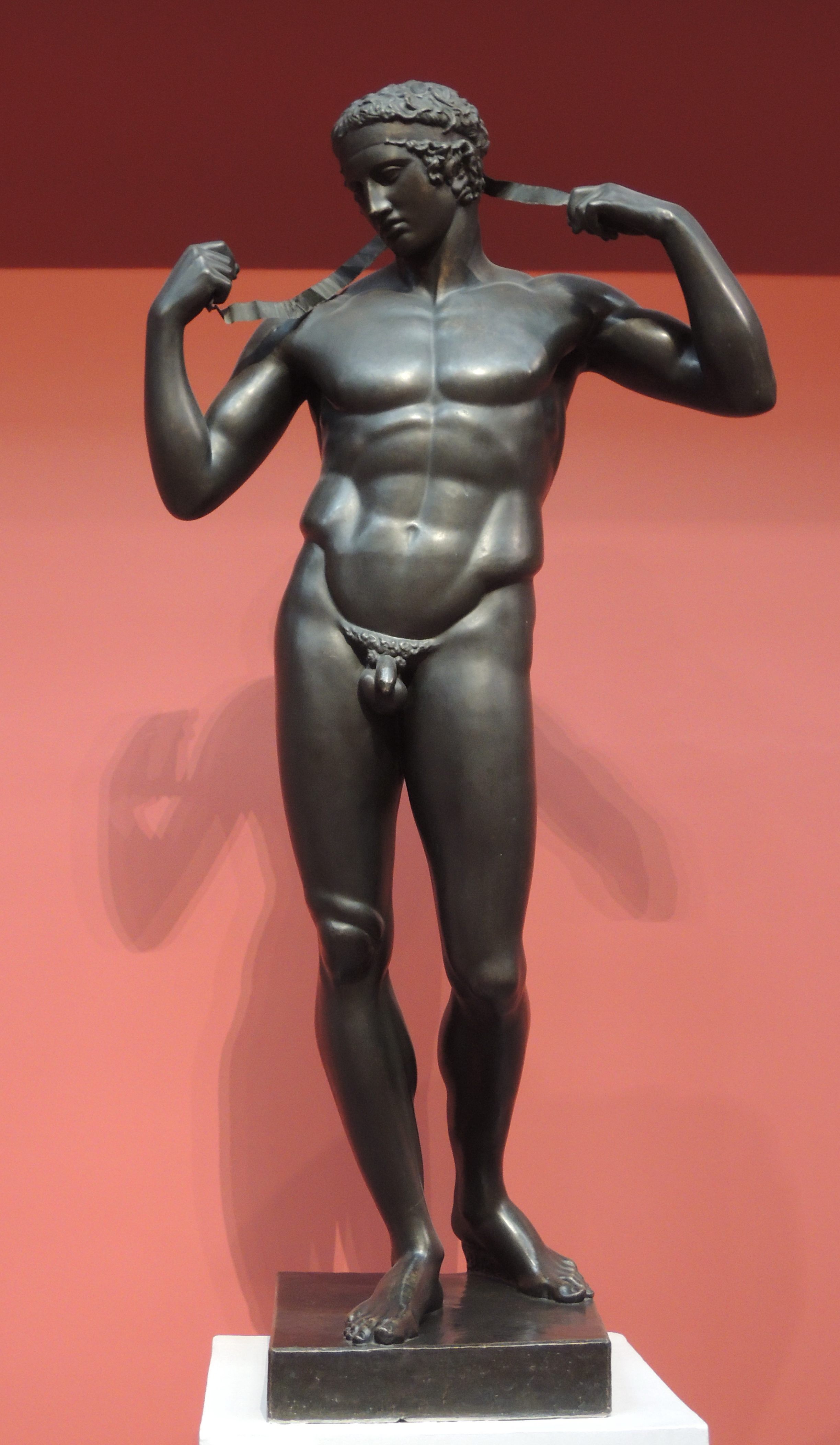
Reproducció del Diadumen al Museu Puixkin de Moscou

La Naturalis Historia de Plini el Vell descriu còpies de marbre a Roma dels originals grecs en bronze, tanmateix no va ser reconegut fins a 1878, que la còpia romana en marbre procedent de Vaison-la-Romaine (Vasio Romana, França), ara al Museu Britànic, recrea l'original en bronze de Policlet. De fet, les còpies romanes en marbre van haver d'abundar, si es jutja pel nombre de fragments recognoscibles i obres completes, incloent un cap al museu del Louvre, el Diadumen Farnese al Museu Britànic. Exemples complets al Metropolitan Museum of Art, l'exemplar del museu del Prado i un altre exemple el Diadumen Vaison al Museu Britànic.
El marbre Diadumen de Doni-los al Museu Nacional d'Atenes té la capa del vencedor i un carcaix, manifestant que ell és el vencedor d'un concurs d'arc, el que potser implica una referència a Apol·lo, que també era representat com un jove idealitzat.

## Recepció moderna
Un fet que assenyala el continuat valor artístic que s'atorga al tipus Diadumen a l'època moderna, tan bon punt se'l va relacionar novament amb Policlet el 1878, pot obtenir-se dels fets que una còpia estava entre les escultures alineades a la teulada del Museu Nacional d'Atenes quan es va completar el 1889, i que la Venus Esquilina de vegades ha estat interpretada com una versió femenina del tipus Diadumen (una diadumena, o dona lligant-se una diadema).